# 메리엄흙파는쥐
메리엄흙파는쥐 또는 메리엄주머니고퍼(Cratogeomys merriami)는 흙파는쥐과에 속하는 설치류의 일종이다. 멕시코의 토착종으로 멕시코 계곡과 톨루카 계곡의 해발 1800~4000m 높이에서 발견된다.